# Louteridium
Louteridium es un género de plantas con flores perteneciente a la familia Acanthaceae. El género tiene once especies de hierbas, naturales de México y Centroamérica.

## Especies
| - Louteridium brevicalyx - Louteridium chartaceum - Louteridium conzattii - Louteridium costaricense - Louteridium donnell-smithii - Louteridium koelzii | - Louteridium mexicanum - Louteridium parayi - Louteridium purpusii - Louteridium rzedowskii - Louteridium tamaulipense |

- Lista de especies